# DeSean Jackson
DeSean William Jackson (* 1. Dezember 1986 in Long Beach, Kalifornien) ist ein ehemaliger US-amerikanischer American-Football-Spieler auf der Position des Wide Receivers. Er spielte für die Philadelphia Eagles, die Washington Redskins, die Tampa Bay Buccaneers, die Los Angeles Rams, die Las Vegas Raiders und die Baltimore Ravens in der National Football League (NFL).

## Karriere

### Highschool
Jackson besuchte die Long Beach Polytechnic High School. 2004 gewann er den Glenn Davis Award der Los Angeles Times als Südkaliforniens Spieler des Jahres. Er spielte auch Baseball und wurde in seinem Abschlussjahr sowohl von den Tampa Bay Rays als auch den Philadelphia Phillies gescoutet, entschied sich jedoch für American Football.
Jackson fing in seinem Abschlussjahr 60 Pässe für 1.075 Yards Raumgewinn und 15 Touchdowns und führte somit die Jack Rabbits zu der CIF Southern Section Championship (Südkalifornische Meisterschaft).
Zum Abschluss seiner High-School-Karriere wurde Jackson zum Most Valuable Player (MVP) des US Army All-American Bowl in San Antonio, Texas, gewählt. Im Spiel fing er sieben Pässe für 141 Yards, darunter einen 45-Yards-Touchdown. Nach seiner High-School-Karriere  ging er an die University of California.

### College
College Football spielte Jackson an der University of California in Berkeley. Gleich in seinem ersten Spiel für die Golden Bears gegen Sacramento State im Jahr 2005 erzielte Jackson sowohl einen Offense-Touchdown, als auch einen Special-Teams-Touchdown. Insgesamt erzielte er in seiner ersten Saison 601 Yards Raumgewinn durch 38 gefangene Pässe und sieben Touchdowns. Im Las Vegas Bowl gegen die Brigham Young University fing Jackson Pässe für 130 Yards und erzielte zwei Touchdowns.
Im zweiten Collegejahr erhöhte er seine Zahlen auf 1.060 Yards Raumgewinn und neun Touchdowns. Er wurde sowohl als Punt Returner als auch als Wide Receiver ins All Pac-10 First Team gewählt.
Nach einer eher enttäuschenden Saison 2007, er erzielte nur 762 Yards und sechs Touchdowns, was auch auf mehrere kleine Verletzungen zurückzuführen war, verließ er das College vorzeitig und meldete sich für den NFL Draft 2008 an.

### NFL
Jackson wurde 2008 von den Philadelphia Eagles in der 2. Runde des NFL Drafts als 49. Spieler insgesamt ausgewählt. Die Preseason lief gut für Jackson, im Spiel gegen die New England Patriots gelang ihm ein 76-Yards-Punt-Return-Touchdown, sodass er es in den Kader der Eagles schaffte und als Punt Returner vorgesehen war.
Aufgrund von Verletzungen seiner Receiver-Kollegen wurde er in der Regular Season immer häufiger auch als Wide Receiver eingesetzt. Er erreichte mit den Eagles das NFC Championship Game, wo er im vierten Quarter einen 62-Yards-Touchdown-Pass von Quarterback Donovan McNabb fangen konnte und sein Team damit zum ersten Mal im Spiel in Führung brachte. Am Ende gewannen aber die Arizona Cardinals mit 32:25.
2010 erlief er beim Miracle at the New Meadowlands den ersten siegbringenden Punt Return nach Ablauf der Spielzeit in der NFL-Geschichte.
Am 9. März 2017 unterschrieb Jackson einen Vertrag bei den Tampa Bay Buccaneers. In der Saison 2019 kehrte er wieder zu den Philadelphia Eagles zurück. Am 14. März 2019 unterzeichnete er einen Dreijahresvertrag über 27,6 Millionen US-Dollar. Verletzungsbedingt kam er bei den Eagles nur zu wenigen Einsätzen, sodass sie Jackson nach der Saison 2020 entließen.
Im März 2021 einigte Jackson sich mit den Los Angeles Rams auf einen Einjahresvertrag. Er fing in sieben Spielen acht Pässe für 221 Yards und einen Touchdown. Vor der Trade-Deadline bat Jackson die Rams um einen Trade, um eine Chance auf mehr Einsatzzeit zu haben. Da kein Trade zustande kam, entließen sie ihn am 2. November. Daraufhin verpflichteten ihn die Las Vegas Raiders am 8. November. In neun Spielen für Las Vegas verzeichnete Jackson 13 gefangene Pässe für 233 Yards und einen Touchdown.
Am 19. Oktober 2022 nahmen die Baltimore Ravens Jackson für ihren Practice Squad unter Vertrag. Nach dem verletzungsbedingten Ausfall von Rashod Bateman wurde er in Woche 9 erstmals in den Kader der Ravens berufen. Vor dem letzten Spieltag der Saison 2022 wurde er von den Ravens entlassen.
Am 29. November 2023 gab Jackson bekannt, seine Karriere zu beenden und dafür symbolisch für einen Tag erneut bei den Philadelphia Eagles zu unterschreiben.

#### Karrierestatistiken
| 2008            | Philadelphia Eagles  | 16  | 15  | 62  | 912    | 14,7 | 60  | 2  | 17 | 96  | 5,6  | 21  | 1 | 50  | 440   | 8,8  | 68T | 1 | 1 | 12 | 12,0 | 12 | 0 | 4  | 2 |
| 2009            | Philadelphia Eagles  | 15  | 15  | 62  | 1.156  | 18,6 | 71T | 9  | 11 | 137 | 12,5 | 67T | 1 | 29  | 441   | 15,2 | 85T | 2 | 1 | 0  | 0,0  | 0  | 0 | 3  | 1 |
| 2010            | Philadelphia Eagles  | 14  | 14  | 47  | 1.056  | 22,5 | 91T | 6  | 16 | 104 | 6,5  | 31T | 1 | 20  | 231   | 11,6 | 65T | 1 | - | -  | -    | -  | - | 4  | 1 |
| 2011            | Philadelphia Eagles  | 15  | 15  | 58  | 961    | 16,6 | 62T | 4  | 7  | 41  | 5,9  | 18  | 0 | 17  | 114   | 6,7  | 51  | 0 | 1 | 7  | 7,0  | 7  | 0 | 1  | 1 |
| 2012            | Philadelphia Eagles  | 11  | 11  | 45  | 700    | 15,6 | 77T | 2  | 3  | −7  | −2,3 | 5   | 0 | 1   | −3    | −3,0 | −3  | 0 | - | -  | -    | -  | - | 1  | 0 |
| 2013            | Philadelphia Eagles  | 16  | 16  | 82  | 1.332  | 16,2 | 61T | 9  | 3  | 2   | 0,7  | 8   | 0 | 14  | 71    | 5,1  | 32  | 0 | 1 | 10 | 10,0 | 10 | 0 | 1  | 0 |
| 2014            | Washington Redskins  | 15  | 13  | 56  | 1.169  | 20,9 | 81T | 6  | 4  | 7   | 1,8  | 9   | 0 | 1   | 0     | 0,0  | 0   | 0 | - | -  | -    | -  | - | 0  | 0 |
| 2015            | Washington Redskins  | 10  | 9   | 30  | 528    | 17,6 | 77T | 4  | -  | -   | -    | -   | - | 2   | −5    | −2,5 | 2   | 0 | 1 | 8  | 8,0  | 8  | 0 | 1  | 1 |
| 2016            | Washington Redskins  | 15  | 15  | 56  | 1.005  | 17,9 | 80T | 4  | -  | -   | -    | -   | - | -   | -     | -    | -   | - | - | -  | -    | -  | - | 0  | 0 |
| 2017            | Tampa Bay Buccaneers | 14  | 13  | 50  | 668    | 13,4 | 41  | 3  | 3  | 38  | 12,7 | 23  | 0 | -   | -     | -    | -   | - | - | -  | -    | -  | - | 0  | 0 |
| 2018            | Tampa Bay Buccaneers | 12  | 10  | 41  | 774    | 18,9 | 75T | 4  | 6  | 29  | 4,8  | 14T | 1 | 5   | 24    | 4,8  | 11  | 0 | - | -  | -    | -  | - | 0  | 0 |
| 2019            | Philadelphia Eagles  | 3   | 3   | 9   | 159    | 17,7 | 53  | 2  | -  | -   | -    | -   | - | -   | -     | -    | -   | - | - | -  | -    | -  | - | 0  | 0 |
| 2020            | Philadelphia Eagles  | 5   | 5   | 14  | 236    | 16,9 | 81  | 1  | 1  | 12  | 12,0 | 12  | 0 | 1   | 2     | 2,0  | 2   | 0 | - | -  | -    | -  | - | 0  | 0 |
| 2021            | Los Angeles Rams     | 7   | 0   | 8   | 221    | 27,6 | 75  | 1  | -  | -   | -    | -   | - | -   | -     | -    | -   | - | - | -  | -    | -  | - | 0  | 0 |
| 2021            | Las Vegas Raiders    | 9   | 4   | 12  | 233    | 19,4 | 56  | 1  | 1  | 4   | 4,0  | 4   | 0 | -   | -     | -    | -   | - | - | -  | -    | -  | - | 1  | 1 |
| 2022            | Baltimore Ravens     | 7   | 1   | 9   | 153    | 17,0 | 62  | 1  | -  | -   | -    | -   | - | -   | -     | -    | -   | - | - | -  | -    | -  | - | 0  | 0 |
|                 | Gesamt               | 183 | 159 | 641 | 11.263 | 17,6 | 91  | 58 | 72 | 463 | 6,4  | 67  | 4 | 140 | 1.315 | 9,4  | 85T | 4 | 5 | 37 | 7,4  | 12 | 0 | 16 | 7 |
| Quelle: NFL.com |                      |     |     |     |        |      |     |    |    |     |      |     |   |     |       |      |     |   |   |    |      |    |   |    |   |

## Trivia
Jackson ist auf dem Cover der PlayStation-2-Version von NCAA Football 09 abgebildet.
Im Spielfilm Silver Linings trägt Bradley Cooper in seiner Rolle als Pat jr. das Eagles-Trikot Jacksons unter anderem während eines Abendessens.
Im Oktober 2023 präsentierte Jackson in einer NFL-Mottofolge der zehnten Staffel der US-amerikanischen Version von The Masked Singer einen Hinweis zur Identität des Kandidaten S’More (Ashley Parker Angel).